# Vladimir Horowitz

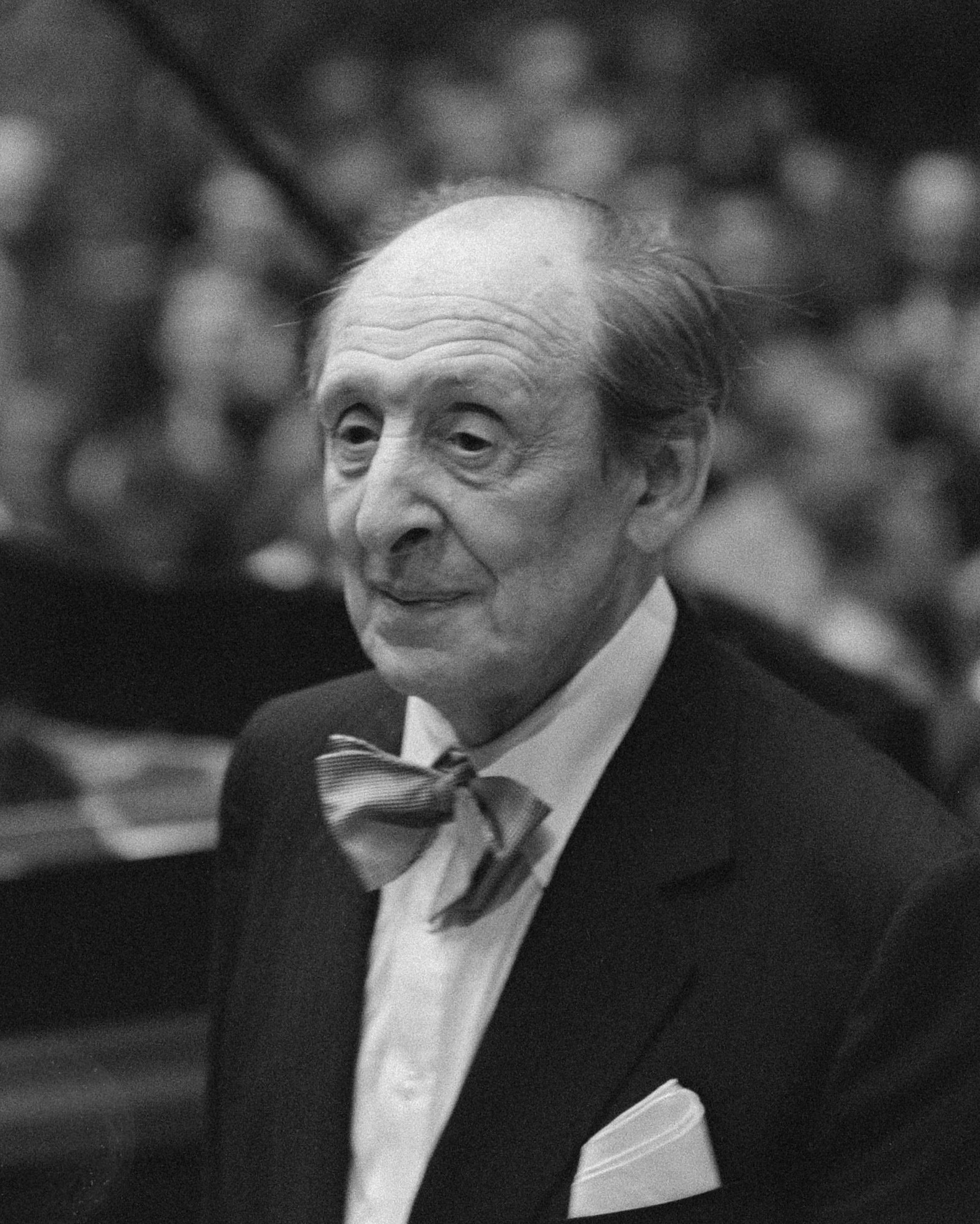
Horowitz (1986)

Vladimir Horowitz (russisch Владимир Самойлович Горовиц / Wladimir Samoilowitsch Gorowiz; hebräisch ולדימיר הורוביץ; ukrainisch Володимир Самійлович Горовиць / Wolodymyr Samijlowytsch Horowyz) (* 18. Septemberjul. / 1. Oktober 1903greg. in Berditschew, Russisches Kaiserreich; † 5. November 1989 in New York City) war ein russischer Pianist und ab 1944 amerikanischer Staatsbürger. Er gilt als einer der bedeutendsten Klaviervirtuosen des 20. Jahrhunderts.

## Leben
Vladimir Horowitz wurde am 1. Oktober 1903 – nicht 1904, wie seit 1925 verbreitet und schon 1983 von seinem Biografen Glenn Plaskin (* 1953) bezweifelt – im Schtetl von Berditschew in dem damals zum russischen Zarenreich gehörenden Teil der Ukraine als Sohn eines Elektroingenieurs geboren. Andere Quellen nennen Kiew als Geburtsort. Seine Geburtsurkunde nennt eindeutig Kyiv (ukrainische Schreibweise) als seinen Geburtsort. Er stammte aus einer assimilierten jüdischen Familie. Ersten Klavierunterricht erhielt er mit sechs Jahren von seiner Mutter, einer Amateurpianistin. Noch während seiner Schulzeit studierte er am Kiewer Konservatorium Klavier und Komposition bei Wladimir Puchalski, Sergej Tarnowsky und vor allem bei Felix Blumenfeld. Vom Spiel des 11-jährigen Horowitz beeindruckt, empfahl Alexander Skrjabin den Eltern seine Förderung. Um die durch den Ersten Weltkrieg und die Oktoberrevolution verarmte Familie zu unterstützen, tourte Horowitz ab 1921 ohne sonderlichen Erfolg als Pianist durch Russland, obwohl er eigentlich Komponist werden wollte. Auch 25 Konzertabende in der Saison 1924/25 in Leningrad erbrachten nur minimalen finanziellen Gewinn. Häufig wurde er als politischer Propagandaträger eingesetzt – eine Rolle, die ihm nicht zusagte; er kam aber zu frühem Ruhm als einer der meistversprechenden jungen Pianisten.

### Berlin, Hamburg, New York

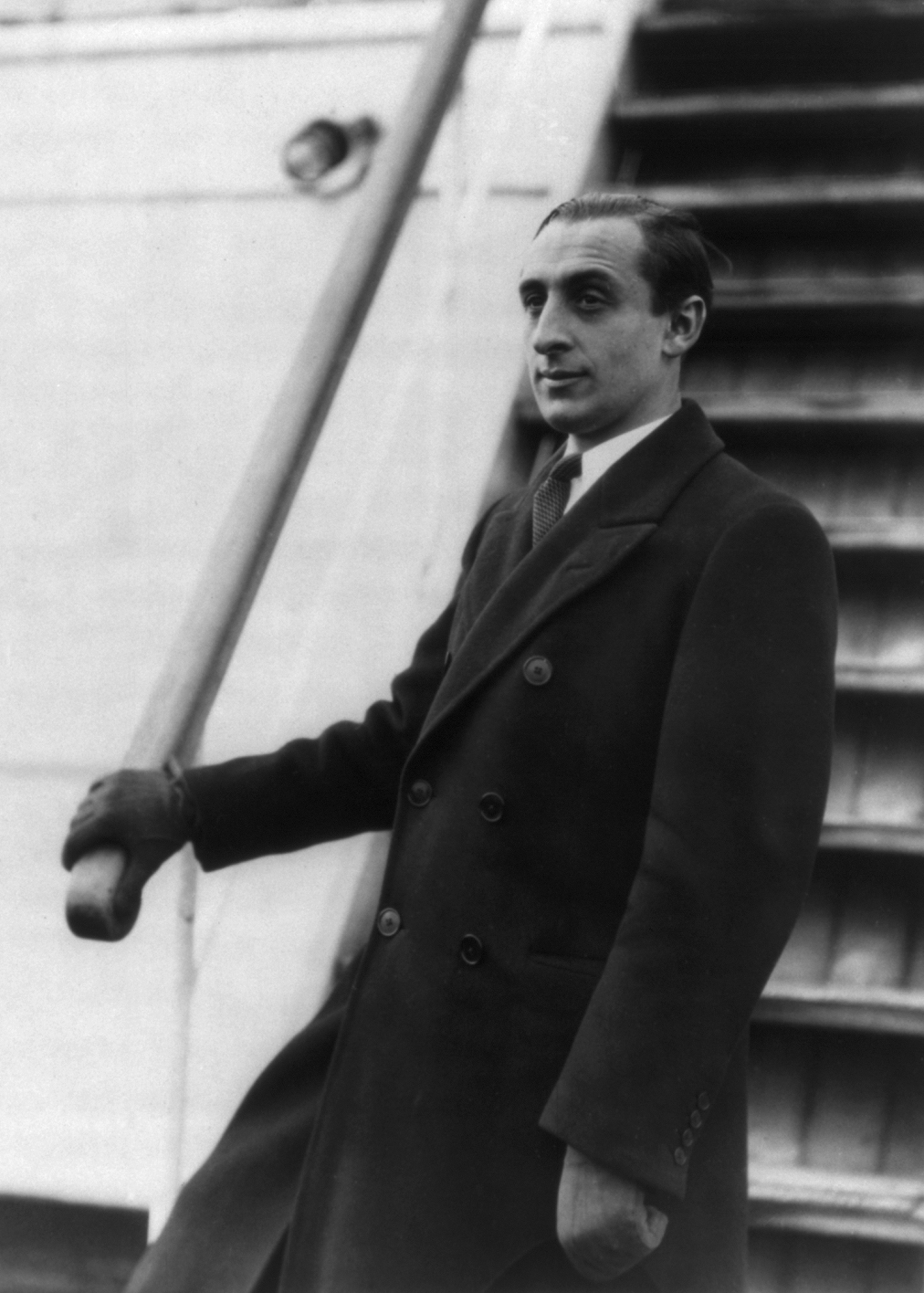
Horowitz wahrscheinlich in den 1920ern

Er verließ mit seinem Freund und Manager Alexander Marowitsch im Herbst 1925 die Sowjetunion und reiste nach Berlin. Am 18. Dezember gab er im Blüthner-Saal des Klindworth-Scharwenka-Konservatoriums sein Debüt in Deutschland als Solist im 1. Klavierkonzert von Tschaikowski mit dem Berliner Sinfonie-Orchester unter Oskar Fried.
Am 2., 4. und 14. Januar 1926 veranstaltete die Künstler-Agentur Hermann Wolff & Jules Sachs drei Klavierabende mit Horowitz im Beethoven-Saal der Berliner Philharmonie. Sie wurden zu großen künstlerischen Erfolgen, und die Kritiken waren ausgezeichnet; der letzte Abend war ausverkauft. Am 19. Januar sprang er – ohne Probe – in Hamburg für einen erkrankten Kollegen ein; das b-Moll-Konzert von Tschaikowski machte Furore. Noch im Januar 1926 spielte er für die Freiburger Firma M. Welte & Söhne zwölf Stücke für ihr Reproduktionsklavier Welte-Mignon ein, darunter seinen Moment exotique (Danse excentrique). Es sind Horowitz’ älteste Aufnahmen. Ein zweiter Klavierabend in Hamburg und die folgenden Konzerte in anderen deutschen Städten, in der Schweiz, in Italien und Frankreich gerieten zu gefeierten Sensationen. Am 25. Oktober 1926 gastierte Horowitz erstmals bei den Berliner Philharmonikern, mit Liszts A-Dur-Konzert unter Wilhelm Furtwängler. Nach Konzerten in London und Paris spielte er am 7. November 1927 zum zweiten Mal mit den Berliner Philharmonikern, diesmal Tschaikowskis b-Moll-Konzert unter Bruno Walter.
Am 12. Januar 1928 debütierte Horowitz mit dem Tschaikowski-Konzert in der Carnegie Hall mit den New Yorker Philharmonikern unter Thomas Beecham. Im dritten und letzten Konzert mit den Berliner Philharmonikern unter Furtwängler am 21. Oktober 1929 spielte er das 2. Klavierkonzert von Brahms. Furtwängler und Horowitz verstanden sich nicht. Am 12. Juni 1931 entstand Horowitz’ einzige erhaltene Berliner Schallplattenaufnahme, Rachmaninows g-Moll-Prélude.
Am 30. März 1932 spielte Horowitz mit Nathan Milstein und Gregor Piatigorsky in der Carnegie Hall Klaviertrios von Beethoven, Rachmaninow und Brahms. Im selben Jahr konzertierte er in New York City zum ersten Mal mit Arturo Toscanini. Am 21. Dezember 1933 heiratete er dessen Tochter Wanda. Wanda Toscanini Horowitz legte großen Wert auf die Erhaltung ihres Namens. Ihr Vater und Horowitz schätzten und mochten einander. Sie musizierten oft zusammen und nahmen zwei Schallplatten auf (Brahms’ B-Dur- und Tschaikowskis b-Moll-Konzert).
Vom Konzertleben erschöpft und krank, lebte Horowitz von 1934 bis 1938 zurückgezogen in Paris, davon ab 1937 zwei Jahre mit seinem Schüler und Liebhaber Nico Kaufmann. Dessen zu Lebzeiten unveröffentlichte autobiographische Aufzeichnungen nutzte Lea Singer als Recherchebasis für ihren psychogrammatischen Roman Der Klavierschüler über das Beziehungsleben in Zeiten zwanghaft verheimlichter Homosexualität. Nachdem er schon 1932 die letzten Konzerte in Deutschland gegeben hatte, übersiedelte er 1939 aufgrund der politischen Entwicklung in Europa endgültig in die USA. 1944 erhielt er die amerikanische Staatsbürgerschaft.

### Belastungen und Pausen

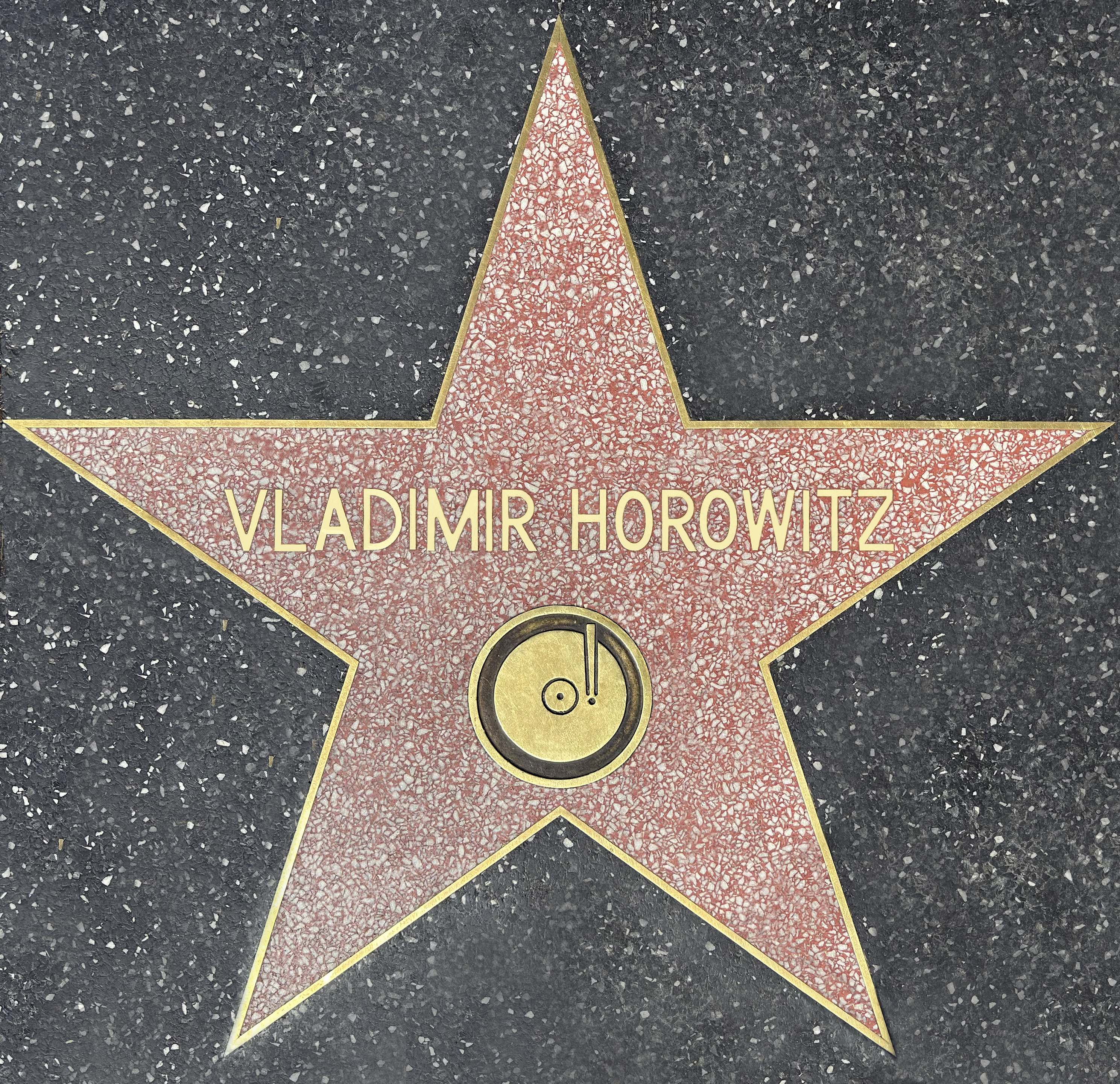
Vladimir Horowitz Stern – Hollywood Walk of Fame

Horowitz’ Laufbahn war von zahlreichen Rückzügen, nervlichen Krisen und krankheitsbedingten Pausen unterbrochen. Nachdem er am 12. Januar 1953 mit den New Yorker Philharmonikern unter George Szell konzertiert und am 25. Februar mit einem Klavierabend an sein 25 Jahre zurückliegendes Debüt erinnert hatte, verzichtete er auf öffentliche Auftritte; Schallplattenaufnahmen machte er aber weiterhin. Nach 12 Jahren gab er am 9. Mai 1965 in der Carnegie Hall erstmals wieder einen Klavierabend. Mit dem phänomenalen Erfolg hatte er selbst nicht gerechnet. Anfang 1968 entstanden – mit Publikum – in der Carnegie Hall die Aufnahmen für das erste Fernsehkonzert, das am 22. September von CBS ausgestrahlt wurde. 1969 zog Horowitz sich abermals aus dem Konzertleben zurück.
Seine Tochter Sonya (* 1934) starb 1975 durch eine Überdosis Schlaftabletten. Das Leben mit seiner Frau Wanda gestaltete sich nicht immer einfach, weil er im Gegensatz zu ihr introvertiert war und verschlossen sein konnte. Die Belastungen führten zu weiteren Problemen. So nahm Horowitz ab 1982 für einen gewissen Zeitraum Antidepressiva ein, was sein Spiel beeinträchtigte und sich 1983 bei zwei Konzerten in Tokio zeigte.

### Auftritte, Rückkehr und Schüler

Horowitz erhält 1986 die Presidential Medal of Freedom von Ronald und Nancy Reagan

Anlässlich des 50. Jahrestages seines Debüts in der Carnegie Hall vom 12. Januar 1928 wurde er am 26. Februar 1978 ins Weiße Haus eingeladen und spielte im East Room vor etwa 300 Gästen ein Rezital mit Werken Chopins (so dessen zweite Klaviersonate und die As-Dur-Polonaise) und kürzeren Stücken Schumanns und Rachmaninows, das im Fernsehen übertragen wurde. Er wurde von Gastgeber Jimmy Carter mit einer Laudatio begrüßt, begann das Konzert mit der amerikanischen Nationalhymne The Star-Spangled Banner und beendete es mit seinen Carmen-Variationen. Bereits 1931 war er von Präsident Herbert Hoover eingeladen worden, um im Weißen Haus zu spielen.
Elmar Weingarten und Peter Gelb gewannen ihn 1985 mit einiger List, nach 52 Jahren wieder in Deutschland aufzutreten – durch eine Konzertreise an die Stätten seiner frühen Triumphe. Nachdem er sie am 20. und 27. April 1986 in Moskau und Leningrad begonnen hatte, kam der 83-Jährige am 11. Mai 1986 zunächst nach Hamburg. Der Erfolg in der Laeiszhalle stand jenem in der Sowjetunion nicht nach. Richard von Weizsäcker verlieh Horowitz danach das Große Bundesverdienstkreuz mit Stern und Schulterband. Am Pfingstsonntag (18. Mai) empfing ihn das Publikum in der Berliner Philharmonie mit stehenden Ovationen. Vom Jubel überwältigt, spielte er eine Woche später noch einmal – wie Franz Liszt 1842.
Es folgten Konzerte in London und Tokio und im Spätherbst 1986 in Frankfurt am Main, Amsterdam, wieder in London und in Chicago. Im folgenden Jahr spielte Horowitz in Amsterdam am 24. Mai und – erstmals seit 50 Jahren – in Wien am 31. Mai 1987. Die letzte Konzertaufzeichnung mit Mozarts Klavierkonzert in A-Dur, KV 488 unter Carlo Maria Giulini erfolgte 1987 für die Deutsche Grammophon und wurde verfilmt. Die letzten Konzerte in Deutschland gab er in Berlin am 7. und in Hamburg am 21. Juni 1987. Wie seit Jahrzehnten begannen alle Konzerte an Sonntagen um 16.00 Uhr.
Im Oktober 1989 trat Horowitz bei der Signierstunde eines New Yorker Schallplattengeschäfts letztmals in der Öffentlichkeit auf. Am 5. November 1989 starb er an einem Herzinfarkt. Am 10. November (dem Tag nach dem Fall der Berliner Mauer) wurde er in der Mailänder Gruft der Toscanini beigesetzt. Den Großteil seines auf acht Millionen Dollar geschätzten Vermögens hinterließ er seiner Frau.
Horowitz hatte einige Schüler wie Gary Graffman, Ronald Turini oder Byron Janis, für den er Etüden schrieb und der später angab, ohne rechtzeitige Selbstbesinnung hätte er eine Kopie seines Lehrers werden können.

## Klavierkunst
Schon zu Beginn seiner Karriere wurde Horowitz häufig mit Franz Liszt oder Anton Rubinstein verglichen und galt als einer der virtuosesten Pianisten seiner Zeit. Man lobte sowohl seine überragende Technik, die kräftigen Oktaven und Bässe, die dynamische Variabilität seines Spiels wie die breite Palette an Klangfarben.
Dabei mied er ausgetretene Bahnen und wählte auch selten gespielte Werke von Komponisten, deren Œuvre im Schatten Beethovens und Chopins liegt.
Während er Gesamtaufnahmen ablehnend gegenüber stand, zeigte er ein sehr breites Repertoire mit Werken der Wiener Klassik und Romantik sowie einigen des 20. Jahrhunderts. So spielte er Johannes Brahms’ erstes und zweites Klavierkonzert ebenso ein wie die 1949 von ihm uraufgeführte Klaviersonate Samuel Barbers und die dritte Klaviersonate Dmitri Borissowitsch Kabalewskis oder wählte abgelegene Stücke Carl Czernys, Gabriel Faurés, Francis Poulencs oder Moritz Moszkowskis.

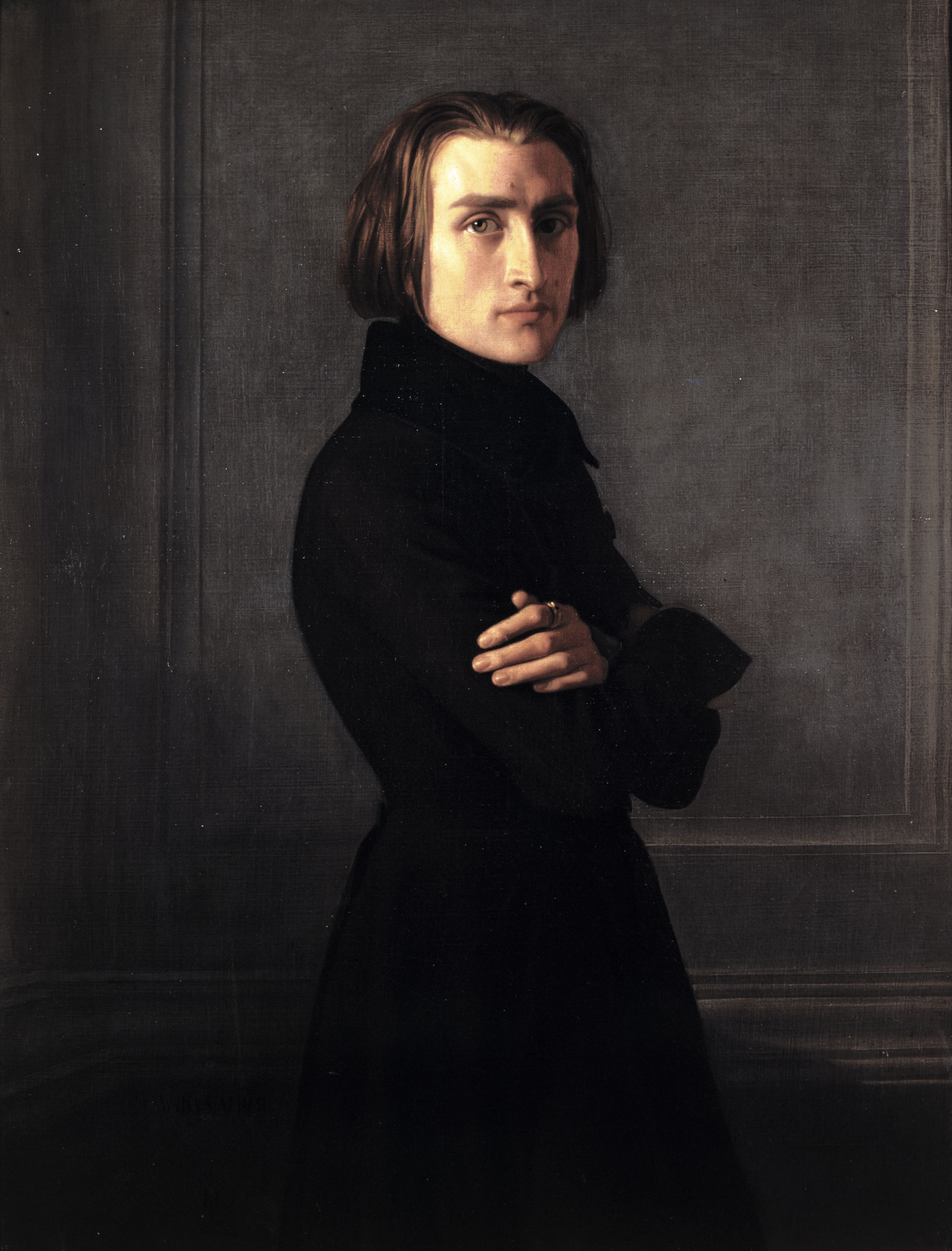
Franz Liszt 1839, Porträt von Henri Lehmann

Im Mittelpunkt seines Interesses standen Werke von Frédéric Chopin, Franz Liszt und Robert Schumann sowie der russischen Komponisten Sergei Rachmaninow und Alexander Skrjabin. Seine Einspielungen einiger Sonaten von Domenico Scarlatti haben Referenzstatus. Daneben gilt Horowitz als tragender Pianist und Wiederentdecker der Werke von Muzio Clementi, den er als „Vater des modernen Klavierspiels“ bezeichnete.
Hilfreich beim Durchsetzen seiner Vorstellungen war auch der Umstand, dass er bei jedem Konzert auf seinem eigenen Instrument, einem Steinway-Konzertflügel amerikanischer Bauart, spielte. Bei den Tourneen reiste ein eigens engagierter Klaviertechniker mit und war für korrekten Aufbau und das Stimmen verantwortlich. Auch Schallplatten wurden an seinem persönlichen Flügel eingespielt.
Für Joachim Kaiser war Horowitz der fesselndste Liszt-Interpret seiner Zeit. Eine frühe Aufnahme der h-Moll-Sonate zeige, wie Virtuosität umschlage „in wahnwitzige Gespanntheit“. Horowitz habe die berüchtigte Oktavpassage kurz vor dem Schluss nicht nur fabelhaft schnell und klangvoll gespielt, sondern gezeigt, wie sich in diesen „Oktaven ein gehetztes und grandioses Lisztsches Temperament“ ausgedrückt habe, ein „Ringen um Tod und Leben“. Sein rhythmisches Raffinement, mit dem er etwa die 19. Ungarische Rhapsodie spiele, sei unerlernbar. Daneben kritisierte er gewisse Manierismen, etwa in Mozarts A-Dur-Sonate und selbst in Schumanns Kreisleriana.
Andere Kritiker warfen ihm seinen freien Umgang mit dem Notentext vor und wandten ein, er würde durch extreme Tempi und dynamische Übertreibungen den Gehalt der Werke des Effekts wegen ignorieren. So nannte ihn der amerikanische Komponist und Kritiker Virgil Thomson einen „Meister der Entstellung“. Man verwies auf seine blumige und übertrieben eigenwillige Interpretation der Werke Mozarts und Beethovens (den er nicht mochte). Claudio Arrau hielt dem für seine Oktaven berühmten Kollegen vor, gerade bei längeren Oktavpassagen zu verkrampfen und unmusikalisch zu werden.
Auch Horowitz sparte nicht mit Kritik an Kollegen; so bezeichnete er den britischen Pianisten und Beethoven-Interpreten Solomon als Langweiler und kritisierte immer wieder junge Klavierspieler, denen es an Musikalität mangele. Mit den Worten I want to be Cziffra! sprach er dem ungarisch-französischen Virtuosen György Cziffra seine Bewunderung aus. Horowitz zählte zu den größten Pianisten des 20. Jahrhunderts und wurde, nach dem Titel eines amerikanischen Dokumentarfilms, als letzter echter Romantiker am Klavier bezeichnet (The Last Romantic).

## Horowitz als Bearbeiter
Horowitz transkribierte einige Werke von Mendelssohn, Franz Liszt, Mussorgski, Sousa, Bizet, Saint Saëns und anderen Komponisten für Klavier und spielte sie – neben brillanten Salonstücken Moszkowskis oder Sonaten Scarlattis – gern als Zugabe. Dabei verzichtete er nicht auf wirkungsvolle Ergänzungen wie donnernde 16tel-Oktav-Passagen, wuchtige Akkorde und perlende Läufe. Besonders hervorzuheben sind seine Bearbeitungen der 2. und 15. Ungarischen Rhapsodie, der Transkription des Mendelssohn’schen Hochzeitsmarsches von Franz Liszt sowie des Militärmarsches Stars and Stripes Forever von Sousa. Neben kleineren Stücken und einer umstrittenen Transkription von Ravels Orchesterfassung der Bilder einer Ausstellung sind vor allem die Carmen-Variationen zu erwähnen. Dieses sehr virtuose Stück wird von einigen Pianisten wie Arcadi Volodos, Evgeny Kissin und Yuja Wang gelegentlich als Zugabe gespielt.